# مونسان

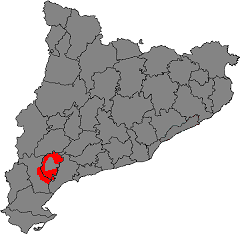
نام مبدأ حفاظت‌شده مونسان در کاتالونیا

مونسان (کاتالونیایی: Montsant؛ ‏تلفظ در کاتالان: [munˈsan]) یک نام مبدأ حفاظت‌شده برای شراب در استان تاراگونا است و ۱۲ منطقهٔ شهرداری را تحت پوشش خود دارد. مونسان پیش‌تر به عنوان زیرمنطقه فالست از نام «مبدأ حفاظت‌شده تاراگونا» شناخته می‌شد و در اوایل دهه ۲۰۰۰ به عنوان یک نام مبدأ مستقل در نظر گرفته شد. بازرسی و تأیید منطقه‌ای در سال ۲۰۰۱ به‌پایان رسید و از سال ۲۰۰۲ شراب‌ها به جای نشان تاراگونا به‌عنوان مونسان فروخته شدند. مونسان نام خود را از رشته کوه‌های مونسان در این منطقه گرفته است.
تحت نظارت نام مبدأ حفاظت‌شده مونسان، منطقه شاهد رشد سریعی در صنعت شراب بوده است، که با ۲۸ سرداب رسمی در سال ۲۰۰۲ آغاز شد که در حال حاضر به ۵۵ عدد افزایش یافته است. تقریباً ۹۴٪ از تولید این منطقه، شراب قرمز است که ۶۲٪ صادرات به خارج از اسپانیا صادر می‌شود، ۲۸٪ در کاتالونیا مصرف می‌شود و ۱۰٪ به بقیه نقاط اسپانیا فروخته می‌شود.